# А на танцполе нету свободных мест
«А на танцполе нету свободных мест» — альбом ремиксов белорусского рэп-исполнителя Серёги на песни с пластинки «Мой двор: Спортивные частушки», также включающий некоторые новые треки.

## Список композиций
1. Чёрный Бумер (Remix By DJ Грув)
2. А на танцполе нету свободных мест (Remix By CJ Choopa)
3. Манькина свадьба (Remix By DJ Грув)
4. Чёрный Бумер (Remix By CJ Choopa)
5. Рыжий (Remix By DJ Buzzilio)
6. А на танцполе нету свободных мест (Remix By DJ Mawrick)
7. Говорила мама (MCP Greencash Club Mix)
8. Песенка слесаря шестого разряда (Essentuki Club Mix By Grizli)
9. Кукла (Remix By DJ Savillov)
10. А на танцполе нету свободных мест (Remix By DJ Romankin)
11. Чёрный Бумер (MCP Greencash Club Remix)
12. Бум (ТТ-34 Feat. Серёга) (Bonus Track)
13. Лялька (Серёга Feat. Сацура) (Bonus Track)
14. Слесарь шестого разряда (Bonus Video)

## Рецензии
Тем же, кто ценил Серёгу за талант и нестандартный подход, нужно сразу хвататься за бонус-треки альбома ремиксов: только здесь имеется нечто неизведанное. В 'Буме', записанном при участие группы 'ТТ-34', 'Слесарь шестого разряда' превратился в бодрейший рэпкор - хоть сегодня на MTV, озабоченное отсутствием русскоязычной альтернативы. А 'Лялька' - это 'Кукла' на белорусском языке: музыка известна, но слова звучат исключительно свежо (и смешно).
 — пишет Алексей Мажаев на сайте InterMedia